# Джойс, Роб
Роберт Джойс (англ. Robert E. Joyce) — североамериканский государственный деятель в сфере компьютерной безопасности, который исполнял роли специального помощника президента и координатора по кибербезопасности в Совете Национальной Безопасности США. Он также стал исполняющим обязанности Советника президента по внутренней безопасности после ухода с этой должности Тома Боссерта  с 10 апреля  2018 г. до 31 мая 2018 г. Он закончил работу в Белом доме в мае 2018 и вернулся в Агентство Национальной Безопасности , где теперь является старшим советником директора АНБ по стратегии в кибербезопасности  Ранее Джойс исполнял обязанности заместителя советника по национальной безопасности с 13 октября 2017 г.
C 2019 по март 2024 года Джойс был директором АНБ по кибербезопасности.

## Образование
Джойс окончил  Университет Кларксона в  1989 году и получил степень бакалавра со специализацией инженера по электронной и электрической технике. В 1993 году он стал магистром по той же специальности в Университете Джонса Хопкинса.

## Карьера
В Белом доме Джойс был ключевым участником создания постановления об усилении защищенности федеральных сетей и критической инфраструктуры EO13800 Strengthening the Cybersecurity of Federal Networks and Critical Infrastructure и переработки процесса документирования уязвимостей (Vulnerabilities Equities Process, VEP).  На текущей должности он продолжает публично выступать и давать комментарии по вопросам киберугроз,, включая вступительный доклад на конференции DEF CON 2018  . Ранее Джойс работал в Агентстве Национальной Безопасности (АНБ), где, начиная с 1989 года, занимал целый ряд должностей. С 2013 по 2017 год он возглавлял в АНБ отдел Tailored Access Operations (TAO), специализирующийся на сборе разведданых и наступательных операциях в киберпространстве. В период, когда он занимал эту должность, Джойс выступил с докладом на конференции USENIX Enigma Cybersecurity, посвященным возможностям помешать хакерам на госслужбе. Также он служил заместителем директора в ныне расформированном департаменте защиты информации (Information Assurance Directorate). Также он занимал в АНБ должности технического директора отдела коммерческих партнерств в центре коммерческих решений, и технического директора центра операций со специальными источниками (Special Source Operations).
После окончания карьеры в АНБ Джойс занимает роли советника и директора в компаниях, работающих в сфере кибербезопасности и инвестиционных фондах.

## Личная жизнь
В автобиографии Джойс отмечает, что он ежегодно создает рождественское световое шоу, которое «вероятно видно с Международной Космической Станции». Он даже сделал доклад, озаглавленный «Как создать абсурдное рождественское световое шоу» на конференции Shmoocon 2018.
Также он руководил командой бойскаутов на ежегодном чемпионате мира Punkin Chunkin, который посвящен созданию метательных машин, запускающих тыквы.